# Warszawska Wyższa Szkoła Biznesu
Warszawska Wyższa Szkoła Biznesu (wcześniej Wyższa Szkoła Biznesu i Administracji w Łukowie) – uczelnia niepubliczna, mieszcząca się w Warszawie przy ul. Smulikowskiego 6/8.

## Historia
Uczelnia została utworzona w 2001 r. jako Wyższa Szkoła Biznesu i Administracji w Łukowie. Jej siedziba mieściła się przy ul. Siedleckiej 56, następnie krótko przy ul. Spółdzielczej 6. Placówka funkcjonowała w Łukowie formalnie do 30 września 2017 r. Od 1 października 2017 działa pod nazwą Warszawska Wyższa Szkoła Biznesu w Warszawie.

## Kierunki
Do jednostek organizacyjnych WWSB należą: Wydział Logistyki, Wydział Zarządzania, Wydział Bezpieczeństwa.
Kierunki studiów:
- studia I stopnia (licencjackie)
  - Zarządzanie
  - Logistyka
  - Bezpieczeństwo narodowe
- studia II stopnia (magisterskie)
  - Zarządzanie
  - Bezpieczeństwo narodowe
- studia podyplomowe
  - MBA
  - Zarządzanie nieruchomościami
  - Cyberbezpieczeństwo

## Wykładowcy
- Monika Chodyra
- dr. hab. Bogdan Panek
- Dariusz Ciesielski
- Marcin Łajszczak
- dr Justyna Turek[8]